# آلفردو کاسترو
آلفردو کاسترو (اسپانیایی: Alfredo Castro‎؛ زادهٔ ۱۹ دسامبر ۱۹۵۵) بازیگر اهل شیلی است. 
از فیلم‌ها یا برنامه‌های تلویزیونی که وی در آن نقش داشته است، می‌توان به اجلاس سران، نه، باشگاه، از راه دور و نرودا اشاره کرد.